# فردیناند کینگزلی
فردیناند کینگزلی (انگلیسی: Ferdinand Kingsley؛ زادهٔ ۱۳ فوریهٔ ۱۹۸۸) موسیقی‌دان و بازیگر اهل بریتانیا است. وی از سال ۲۰۰۷ میلادی تاکنون مشغول فعالیت بوده‌است.
از فیلم‌ها یا برنامه‌های تلویزیونی که وی در آن نقش داشته‌است، می‌توان به دکتر هو، تاج توخالی، آخرین لژیون، بورجیا، ناگفته‌های دراکولا، ویکتوریا، ریچارد دوم و منک اشاره کرد.